# カエサレア・ピリピ

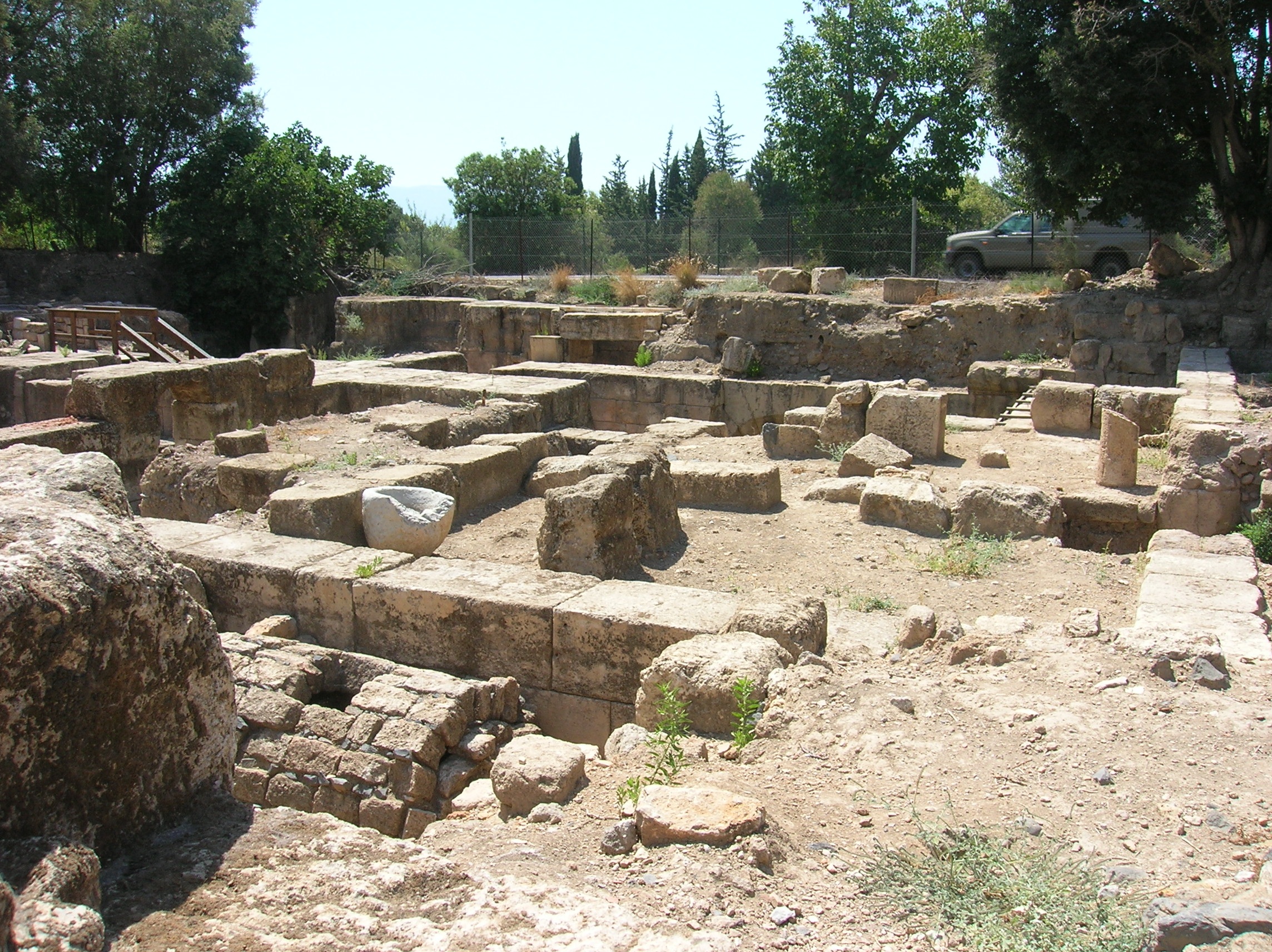
カエサレア・ピリピ遺跡

カエサレア・ピリピ（ギリシア語:Kaisareia tes Philippou、英語Caesarea Philippi）は、新約聖書に登場する地名でヘルモン山南麓の高台に位置した町である。新改訳聖書では、ピリポ・カイザリヤ、新共同訳聖書ではフィリポ・カイサリアと表記される。旧約聖書時代のバアル・ガドやバアル・ヘルモンと同じ場所であると考えられている。今日の名称はパニアスである。
ヨルダン川の4水源の一つ、ナハル・パニアスという源流が「泉の洞窟」である。ヘレニズム時代からパネイオン（ギリシア神話のパン神の聖所）があり、アラビア語でパニアスと呼ばれていた。
前198年には、セレウコス朝のアンティオコス3世がエジプト軍を打ち破った古戦場である。また、前20年ヘロデ大王が皇帝アウグストゥスからこの町を与えられて、記念に皇帝の像を安置した神殿を建設した。その後ヘロデ大王の息子ヘロデ・ピリポが町を整備して、皇帝ティベリウスに敬意を表してカイザリヤと改め、地中海沿岸のカイザリヤと区別するために、自分の名前を加えて、カイサレエイアー・テース・ピリプー（ピリポのカイザリヤ）と呼んだ。
聖書では、イエス・キリストの弟子ペテロが「あなたは、生ける神の子、キリストである。」と告白した場所である。イエスはその告白に答えて、天国の鍵をペテロに与えた。そして、自分の十字架の受難を予告し始めた。
ヘロデ・アグリッパ2世が皇帝ネロに敬意を表して、ネロニアスと名付けた。しかし、ネロの死後にパニアスに戻った。紀元70年のエルサレム陥落後に、皇帝ティトゥスはここでユダヤ人捕虜を猛獣によって処刑した。中世では十字軍が要塞として用いた。